# Пахнуцький шлях
Пахнутцев, або Пахнуцький шлях — один із історичних шляхів Татарських набігів на Україну, відгалуження Муравського шляху.
Пахнуцький шлях брав свій початок біля так званого Думчого кургану, біля витоків Сіверського Дінця, Псла та Донецької Сейміці.  Тут була розвилка степових доріг.  Головна відходила на схід, де у верхів'їв Сейму Муравський шлях з'єднувався з Ізюмським. У північно-західному напрямку до міста Орла і верхів'ям Оки йшов Пахнуцький шлях.  У районі Кром він переходив у Свинячу дорогу, яка вела на Болхов.

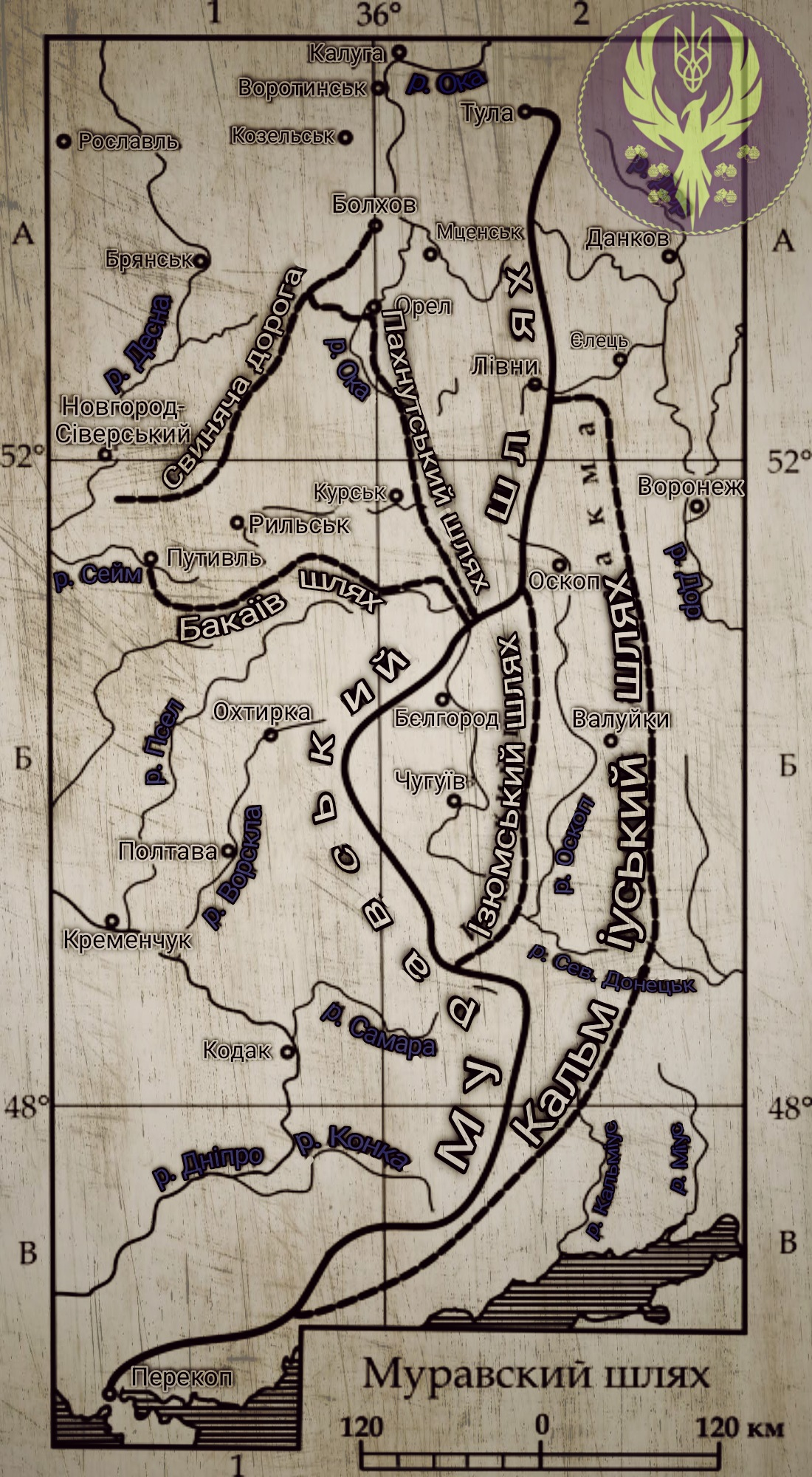
Схема Татарських набігів на Україну

Пахнутцев шлях був згаданий у Книзі Великого креслення. За однією з версій, його назва пов'язана з ім'ям Пафнутія Боровського.
В 1571 році Пахнутцев шлях був використаний кримським ханом Девлет I Гераєм для форсування Оки в нижній течії в часи походу на Москву, що призвів до пожежі Москви.